# Cameron van der Burgh
Cameron van der Burgh (Pretoria, 25 maggio 1988) è un ex nuotatore sudafricano.

## Biografia
Si è laureato campione mondiale nei 50 metri rana ai Mondiali di Roma 2009 stabilendo il nuovo record del mondo con 26"67. Sempre sui 50 metri rana detiene anche il primato in vasca corta con 25"25 stabilito in Coppa del Mondo a Berlino il 14 novembre 2009.
Nel 2008 ha partecipato ai Giochi olimpici di Pechino venendo eliminato in semifinale nei 100 metri rana e classificandosi settimo con la staffetta 4x100 mista.
Il 29 luglio 2012, ai Giochi olimpici di Londra, conquista la medaglia d'oro nei 100 metri rana stabilendo il nuovo record mondiale con 58"46, primato poi battuto il 17 aprile 2015 a Londra da Adam Peaty. Sempre sui 100 metri rana detiene anche il primato in vasca corta con 55"61 stabilito in Coppa del Mondo a Berlino il 15 novembre 2015.
Il 7 agosto 2016, ai Giochi olimpici di Rio, conquista la medaglia d'argento nei 100 metri rana, giungendo secondo dietro all'inglese Peaty.

## Palmarès
- Olimpiadi

Londra 2012: oro nei 100m rana.
Rio 2016: argento nei 100m rana.
- Mondiali

Melbourne 2007: bronzo nei 50m rana.
Roma 2009: oro nei 50m rana e bronzo nei 100m rana.
Shanghai 2011: bronzo nei 50m rana e nei 100m rana.
Barcellona 2013: oro nei 50m rana e argento nei 100m rana.
Kazan 2015: argento nei 50m rana e nei 100m rana.
Budapest 2017: bronzo nei 50m rana.
- Mondiali in vasca corta

Manchester 2008: argento nei 100m rana e bronzo nei 50m rana.
Dubai 2010: oro nei 100m rana e argento nei 50m rana.
Doha 2014: argento nei 50m rana.
Windsor 2016: oro nei 50m rana.
Hangzhou 2018: oro nei 50m rana e nei 100m rana.
- Giochi del Commonwealth

Delhi 2010: oro nei 50m rana e nei 100m rana e argento nella 4x100m misti.
Glasgow 2014: oro nei 50m rana, argento nei 100m rana e bronzo nella 4x100m misti.
Gold Coast 2018: oro nei 50m rana, bronzo nei 100m rana e nella 4x100m misti.
- Giochi panafricani

Algeri 2007: oro nei 50m rana e nei 100m rana.
Maputo 2011: oro nei 50m rana e nei 100m rana.
Brazzaville 2015: oro nei 50m rana e nei 100m rana.
- Campionati africani di nuoto

Bloemfontein 2016: oro nei 50m rana.
- Vincitore della Coppa del Mondo nel 2008, nel 2009 e nel 2015

## Riconoscimenti
- African Swimmer of the Year: 2009, 2010, 2011